# Wereldkampioenschap windsurfen
Het Wereldkampioenschap windsurfen wordt sinds 1980 jaarlijks georganiseerd door de ISAF. Er wordt gevaren op de surfplank die op dat moment als Olympische klasse geldt. Van 2006 t/m 2021 was dat de RS:X, die geselecteerd werd als opvolger van de Mistral. De officiële naam van het wereldkampioenschap heet ook naar de op dat moment gebruikte zeilplank; de huidige naam is Wereldkampioenschap iQFOiL. Frankrijk is recordhouder; het land wist 17 keer goud, 12 keer zilver en 28 keer brons te veroveren. Nederland staat in de medaillespiegel op de tweede plaats.

## Mannen
| Jaar                             | Locatie              | Goud                     | Zilver                   | Brons                    |
| -------------------------------- | -------------------- | ------------------------ | ------------------------ | ------------------------ |
| Wereldkampioenschap Windglider   |                      |                          |                          |                          |
| 1980                             | Tihany               | Klaus Maran ITA          | Derk Thijs NED           | Steinar Aagesen NOR      |
| 1981                             | Palamós              | Vincent Borde FRA        | Patrice Vieller FRA      | Thomas Staltmair FRG     |
| 1982                             | Messina              | Klaus Maran ITA          | Heiko Hoffmann FRG       | M. Querrin FRA           |
| 1983                             | Hamilton             | Stephan van den Berg NED | Klaus Maran ITA          | Sven Rasmussen NOR       |
| 1986                             | Cagliari             | Hakan Ling SWE           | Marcel Reintsema NED     | Benoit Compain FRA       |
| 1987                             | Kingston             | Georg Kendler AUT        | Jean-Luc Lochus FRA      | Luca De Pedrini ITA      |
| Wereldkampioenschap Lechner A390 |                      |                          |                          |                          |
| 1989                             | Palma de Mallorca    | Eric Belot               | Alain Cadre              | Claude Muzellec          |
| 1990                             | Corpus Christi       | Michel Quentin           | Jorge García Velazco     | Eric Belot               |
| 1991                             | San Francisco        | Barry Edington           | Michel Quentin           | Franck David             |
| 1992                             | Singapore            | Franck David             | Amit Inbar               | Claude Muzellec          |
| Wereldkampioenschap Mistral      |                      |                          |                          |                          |
| 1993                             | Kashiwazaki          | Bruce Kendall            | Aaron McIntosh           | Mike Gebhardt            |
| 1994                             | Gimli                | Aaron McIntosh           | Bruce Kendall            | Andrea Zinali            |
| 1995                             | Port Elizabeth       | João Rodrigues           | Nikolaos Kaklamanakis    | Aaron McIntosh           |
| 1996                             | Haifa                | Nikolaos Kaklamanakis    | Gal Fridman              | Eduardo García           |
| 1997                             | Fremantle            | Aaron McIntosh           | Amit Inbar               | Marcos Galván            |
| 1998                             | Brest                | Aaron McIntosh           | Amit Inbar               | João Rodrigues           |
| 1999                             | Nouméa               | Lars Kleppich            | Tony Philp               | Marcos Galván            |
| 2000                             | Mar del Plata        | Nikolaos Kaklamanakis    | Aaron McIntosh           | Carlos Espínola          |
| 2001                             | Varkiza              | Nikolaos Kaklamanakis    | Przemysław Miarczyński   | Fabrice Hassen           |
| 2002                             | Pattaya              | Gal Fridman              | Ricardo Santos           | Julien Bontemps          |
| 2003                             | Cadiz                | Przemysław Miarczyński   | Nikolaos Kaklamanakis    | Gal Fridman              |
| 2004                             | Izmir                | Julien Bontemps          | Przemysław Miarczyński   | Nicolas Huguet           |
| 2005                             | Palermo              | Nicolas Huguet           | Ricardo Santos           | Andreas Cariolou         |
| Wereldkampioenschap RS:X         |                      |                          |                          |                          |
| 2006                             | Torbole              | Casper Bouman            | Tom Ashley               | Przemysław Miarczyński   |
| 2007                             | Cascais              | Ricardo Santos           | Przemysław Miarczyński   | Nick Dempsey             |
| 2008                             | Auckland             | Tom Ashley               | João Rodrigues           | Shahar Tzuberi           |
| 2009                             | Weymouth             | Nick Dempsey             | Nimrod Mashiach          | Dorian van Rijsselberghe |
| 2010                             | Kerteminde           | Piotr Myszka             | Przemysław Miarczyński   | Nimrod Mashiach          |
| 2011                             | Perth                | Dorian van Rijsselberghe | Piotr Myszka             | Nimrod Mashiach          |
| 2012                             | Cadiz                | Julien Bontemps          | Nick Dempsey             | Jean-Paul Tobin          |
| 2013                             | Búzios               | Nick Dempsey             | Dorian van Rijsselberghe | Jean-Paul Tobin          |
| 2014                             | Santander            | Julien Bontemps          | Przemysław Miarczyński   | Thomas Goyard            |
| 2015                             | Mussanah Sports City | Pierre Le Coq            | Aichen Wang              | Dorian van Rijsselberghe |
| 2016                             | Eilat                | Piotr Myszka             | Dorian van Rijsselberghe | Kiran Badloe             |
| 2017                             | Enoshima             | Bing Ye                  | Mateo Sanz Lanz          | Mengfan Gao              |
| 2018                             | Aarhus               | Dorian van Rijsselberghe | Kiran Badloe             | Louis Giard              |
| 2019                             | Torbole              | Kiran Badloe             | Dorian van Rijsselberghe | Pierre Le Coq            |
| 2020                             | Sorrento             | Kiran Badloe             | Dorian van Rijsselberghe | Thomas Goyard            |
| 2021                             | Cádiz                | Kiran Badloe             | Mattia Camboni           | Vyron Kokkalanis         |
| Wereldkampioenschap iQFOiL       |                      |                          |                          |                          |
| 2021                             | Silvaplana           | Nicolas Goyard           | Mathew Barton            | Luuc van Opzeeland       |
| 2022                             | Brest                | Sebastian Kördel         | Luuc van Opzeeland       | Huig Jan Tak             |
| 2023                             | Scheveningen         | Luuc van Opzeeland       | Sebastian Kördel         | Nicolo Renna             |
| 2024                             | Lanzarote            | Nicolo Renna             | Paweł Tarnowski          | Luuc van Opzeeland       |

## Vrouwen
| Jaar                             | Locatie              | Goud                | Zilver             | Brons                 |
| -------------------------------- | -------------------- | ------------------- | ------------------ | --------------------- |
| Wereldkampioenschap Windglider   |                      |                     |                    |                       |
| 1980                             | Tihany               | Ulrike Huber        | Beb Thijs          | Anita Jansen          |
| 1981                             | Palamós              | Annemarie Köhlbach  | Onbekend           | Onbekend              |
| 1982                             | Messina              | Manuela Mascia      | Sundstøl           | Loes Ladage           |
| 1986                             | Cagliari             | Jorunn Horgen       | Onbekend           | Onbekend              |
| 1987                             | Kingston             | Jorunn Horgen       | Valérie Capart     | Penny Way             |
| Wereldkampioenschap Lechner A390 |                      |                     |                    |                       |
| 1989                             | Palma de Mallorca    | Jorunn Horgen       | Penny Way          | Françoise Grasset     |
| 1990                             | Corpus Christi       | Penny Way           | Wendy Thomson      | Lanee Butler          |
| 1991                             | San Francisco        | Maud Herbert        | Anne Herbert       | Nathalie Lelièvre     |
| 1992                             | Singapore            | Maud Herbert        | Nathalie Lelièvre  | Dorien de Vries       |
| Wereldkampioenschap Mistral      |                      |                     |                    |                       |
| 1993                             | Kashiwazaki          | Lee Lai Shan        | Lanee Butler       | Maud Herbert          |
| 1994                             | Gimli                | Maud Herbert        | Ke Li              | Natasha Sturges       |
| 1995                             | Port Elizabeth       | Maud Herbert        | Anne François      | Lee Lai Shan          |
| 1996                             | Haifa                | Maud Herbert        | Lee Lai Shan       | Jayne Fenner-Benedict |
| 1997                             | Fremantle            | Lee Lai Shan        | Alessandra Sensini | Barbara Kendall       |
| 1998                             | Brest                | Barbara Kendall     | Lee Lai Shan       | Faustine Merret       |
| 1999                             | Nouméa               | Barbara Kendall     | Faustine Merret    | Lise Vidal            |
| 2000                             | Mar del Plata        | Alessandra Sensini  | Lee Lai Shan       | Faustine Merret       |
| 2001                             | Varkiza              | Lee Lai Shan        | Faustine Merret    | Jeanne Mailhos        |
| 2002                             | Pattaya              | Barbara Kendall     | Alessandra Sensini | Faustine Merret       |
| 2003                             | Cadiz                | Lee Korzits         | Barbara Kendall    | Faustine Merret       |
| 2004                             | Izmir                | Alessandra Sensini  | Barbara Kendall    | Faustine Merret       |
| 2005                             | Palermo              | Blanca Manchon      | Amelie Lux         | Flavia Tartaglini     |
| Wereldkampioenschap RS:X         |                      |                     |                    |                       |
| 2006                             | Torbole              | Alessandra Sensini  | Marina Alabau      | Faustine Merret       |
| 2007                             | Cascais              | Zofia Klepacka      | Barbara Kendall    | Jessica Crisp         |
| 2008                             | Auckland             | Alessandra Sensini  | Barbara Kendall    | Marina Alabau         |
| 2009                             | Weymouth             | Marina Alabau       | Blanca Manchon     | Charline Picon        |
| 2010                             | Kerteminde           | Blanca Manchon      | Alessandra Sensini | Charline Picon        |
| 2011                             | Perth                | Lee Korzits         | Zofia Klepacka     | Marina Alabau         |
| 2012                             | Cadiz                | Lee Korzits         | Zofia Klepacka     | Alessandra Sensini    |
| 2013                             | Búzios               | Lee Korzits         | Bryony Shaw        | Maayan Davidovich     |
| 2014                             | Santander            | Charline Picon      | Marina Alabau      | Maayan Davidovich     |
| 2015                             | Mussanah Sports City | Peina Chen          | Bryony Shaw        | Lilian de Geus        |
| 2016                             | Eilat                | Malgorzata Bialecka | Bryony Shaw        | Lilian de Geus        |
| 2017                             | Enoshima             | Peina Chen          | Jiahui Wu          | Lu Yunxiu             |
| 2018                             | Aarhus               | Lilian de Geus      | Charline Picon     | Lu Yunxiu             |
| 2019                             | Torbole              | Lu Yunxiu           | Katy Spychakov     | Lilian de Geus        |
| 2020                             | Sorrento             | Lilian de Geus      | Charline Picon     | Noy Drihan            |
| 2021                             | Cádiz                | Lilian de Geus      | Katy Spychakov     | Charline Picon        |
| Wereldkampioenschap iQFOiL       |                      |                     |                    |                       |
| 2021                             | Silvaplana           | Helene Noesmoen     | Islay Watson       | Saskia Sills          |
| 2022                             | Brest                | Marta Maggetti      | Daniela Peleg      | Maya Morris           |
| 2023                             | Scheveningen         | Shahar Tibi         | Katy Spychakov     | Emma Wilson           |
| 2024                             | Lanzarote            | Sharon Kantor       | Emma Wilson        | Katy Spychakov        |

## Medaillespiegel
Bijgewerkt tot en met de kampioenschappen van 2024.
| Plaats | Land                | Goud | Zilver | Brons | Totaal |
| 1      | Frankrijk           | 17   | 12     | 29    | 58     |
| 2      | Nederland           | 11   | 9      | 12    | 32     |
| 3      | Nieuw-Zeeland       | 9    | 8      | 4     | 21     |
| 4      | Italië              | 9    | 5      | 5     | 19     |
| 5      | Israël              | 7    | 9      | 9     | 25     |
| 6      | Polen               | 5    | 9      | 1     | 15     |
| 7      | Verenigd Koninkrijk | 4    | 8      | 4     | 16     |
| 8      | China               | 4    | 3      | 3     | 10     |
| 9      | Spanje              | 3    | 4      | 2     | 9      |
| 10     | Hongkong            | 3    | 3      | 1     | 7      |
| 11     | Griekenland         | 3    | 2      | 1     | 6      |
| 12     | Noorwegen           | 3    | 1      | 2     | 6      |
| 13     | Duitsland           | 2    | 3      | 1     | 6      |
| 14     | Oostenrijk          | 2    | 0      | 0     | 2      |
| 15     | Brazilië            | 1    | 2      | 0     | 3      |
| 16     | Australië           | 1    | 1      | 2     | 5      |
| 17     | Portugal            | 1    | 1      | 1     | 3      |
| 18     | Zweden              | 1    | 0      | 0     | 1      |
| 19     | Verenigde Staten    | 0    | 2      | 3     | 5      |
| 20     | Fiji                | 0    | 1      | 0     | 1      |
| 20     | Zwitserland         | 0    | 1      | 0     | 1      |
| 21     | Argentinië          | 0    | 0      | 4     | 4      |
| 22     | Cyprus              | 0    | 0      | 1     | 1      |
| Totaal | Totaal              | 86   | 82     | 82    | 250    |